# 鉄人28号 (テレビアニメ第1作)
『鉄人28号』（てつじんにじゅうはちごう）は、横山光輝の漫画作品『鉄人28号』の最初のテレビアニメ化作品。
第1期（第1話 - 第83話）は1963年10月20日から1965年5月27日まで、第2期（第84話 - 第96話）は1965年9月1日から11月24日まで、フジテレビ系列で放送され総集編の一話分を足し全97話となった。その後1965年12月1日から1966年5月25日まで第28話から第52話を再放送し第84話で終了した。モノクロ作品。

## スタッフ
- 原作 - 横山光輝
- 監督 - 大西清、山本功、河内功、渡辺米彦、若林忠生、上金史明、瀬古常時、松木功他
- 脚色 - アシエグループ
- 動画演出 - 庵原和夫
- 脚本 - 岡本欣三他
- 背景 - 星俊六
- 音楽 - 三木鶏郎、越部信義、嵐野英彦
- 制作 - TCJ
- スポンサー - 江崎グリコ、グリコ協同乳業

## 主題歌
鉄人28号
デューク・エイセスによるオープニングテーマ。作詞・作曲・編曲は三木鶏郎。第1話から第11話まで、および「誕生編」で使用。
「鉄人28号の歌」と表記されることもある。オリジナルは基本的に東芝レコード版であるが、ビクターレコード版、朝日ソノラマ版ともに歌手は同じだが、音源が異なる。アンサンブル・ボッカによるカヴァー版も存在する。
鉄人28号の歌
西六郷少年少女合唱団によるオープニングテーマ。第12話から最終話まで使用。
前述の「鉄人28号」と同じ歌だが、「グリココーラス」はなく、歌手が異なる。
正太郎マーチ
越部信義によるエンディングテーマ。インストゥルメンタル楽曲。
進め正太郎
西六郷少年少女合唱団によるエンディングテーマ。作詞は伊藤アキラ、作曲・編曲は越部信義。
前述の「正太郎マーチ」に歌詞を付けたもの。「進め正太郎（正太郎マーチ）」と表記されることもある。
上高田少年合唱団によるカヴァー版も存在する。
ギャング団のうた
ボーカル・ショップによるイメージソング。作詞は伊藤アキラ、作曲・編曲は越部信義。

## キャスト
- 金田正太郎 - 高橋和枝
- 敷島博士 - 矢田稔
- 大塚署長 - 富田耕吉
- 村雨健次 - 久野四郎→安藤敏夫
- ブラックドッグ博士 - 加茂喜久
- ナレーション - 白石冬美→藤本譲

※第1話のみ敷島博士役が富田、大塚署長役が矢田になっている。その後総集編（誕生編）が放送されたが、その際には第1話の部分の音声は再収録された。また総集編では進行役として、初期ナレーターの白石がアニメキャラとして登場している。

## 各話リスト
| 話数 | サブタイトル               | 放送日          |
| ---- | -------------------------- | --------------- |
| 1    | 生いたちの記               | 1963年 10月20日 |
| 2    | PX団壊滅                   | 10月27日        |
| 3    | X-33号の襲撃               | 11月3日         |
| 4    | 空を飛ぶ28号               | 11月10日        |
| 5    | 二人のクロロホルム         | 11月17日        |
| 6    | 危うし正太郎               | 11月24日        |
| 7    | ギャング団 現わる          | 12月1日         |
| 8    | 恐竜の襲撃                 | 12月8日         |
| 9    | ニコポンスキーの悪だくみ   | 12月15日        |
| 10   | 恐竜の逆襲                 | 12月22日        |
| 11   | ニコポンスキーの最期       | 12月29日        |
| TVSP | 誕生編                     | 1964年 1月5日   |
| 12   | 怪物アカエイ               | 1月12日         |
| 13   | 奇巌城を攻撃せよ           | 1月19日         |
| 14   | 人造人間モンスター         | 1月26日         |
| 15   | 謎の怪人                   | 2月2日          |
| 16   | 怪人の正体フランケン博士   | 2月9日          |
| 17   | 強敵バッカス               | 2月16日         |
| 18   | 鉄人28号修理完了           | 2月23日         |
| 19   | バッカス撃退               | 3月1日          |
| 20   | フランケン博士の秘密       | 3月8日          |
| 21   | 黒衣の怪人                 | 3月15日         |
| 22   | ロボットオックス           | 3月22日         |
| 23   | ロボット部隊襲来           | 3月29日         |
| 24   | ロボット部隊撃滅戦         | 4月5日          |
| 25   | ドラグネット博士の野心     | 4月16日         |
| 26   | ロビーの最期               | 4月23日         |
| 27   | 空飛ぶ円盤                 | 4月30日         |
| 28   | ゴーギャンの逆襲           | 5月7日          |
| 29   | 決戦火山島                 | 5月14日         |
| 30   | ミラクル魔術団             | 5月21日         |
| 31   | 海底基地                   | 5月28日         |
| 32   | 砂漠の鉄人                 | 6月4日          |
| 33   | 砂漠の反乱軍               | 6月11日         |
| 34   | 砂漠の決戦                 | 6月18日         |
| 35   | 恐怖のミサイル             | 6月25日         |
| 36   | 渡り鳥救出                 | 7月2日          |
| 37   | 謎の白蟻ゼブラゴーンの襲来 | 7月9日          |
| 38   | 白蟻撃滅作戦               | 7月16日         |
| 39   | スパイダーの挑戦           | 7月23日         |
| 40   | スパイダーの逆襲           | 7月30日         |
| 41   | スパイダーの最期           | 8月6日          |
| 42   | 氷原の地下帝国             | 8月13日         |
| 43   | 氷原の決戦                 | 8月20日         |
| 44   | 海賊潜水艦隊               | 8月27日         |
| 45   | 海賊ベロン三兄弟           | 9月3日          |
| 46   | 海賊最後の日               | 9月10日         |
| 47   | 怪ロボット・ギャングコング | 9月17日         |
| 48   | 緑の地獄                   | 9月24日         |
| 49   | 切手の秘密                 | 10月1日         |
| 50   | 地中海の決戦               | 10月8日         |
| 51   | 透明人間現わる             | 10月15日        |
| 52   | ソロモン国の平和           | 10月22日        |
| 53   | ノース国の陰謀             | 10月29日        |
| 54   | 大蜘蛛作戦                 | 11月5日         |
| 55   | 秘密兵器・炎弾丸           | 11月12日        |
| 56   | 巨大昆虫の秘密             | 11月19日        |
| 57   | 快盗アルセーヌ・ショパン   | 11月26日        |
| 58   | 呪いのファイアバード       | 12月3日         |
| 59   | ファイア博士の最期         | 12月10日        |
| 60   | 謎の暴走車                 | 12月17日        |
| 61   | 電磁壁突破作戦             | 12月24日        |
| 62   | ヒマラヤ山麓の秘密         | 12月31日        |
| 63   | ダイヤモンド基地K36        | 1965年 1月7日   |
| 64   | ネオパルム爆弾             | 1月14日         |
| 65   | 東京危機一髪               | 1月21日         |
| 66   | 奇怪な白煙                 | 1月28日         |
| 67   | 壊滅クライシス団           | 2月4日          |
| 68   | 地下道総攻撃               | 2月11日         |
| 69   | 撃滅海底基地               | 2月18日         |
| 70   | ワルガン登場断崖上の対決   | 2月25日         |
| 71   | ワルガンの野心             | 3月4日          |
| 72   | スピートニック             | 3月11日         |
| 73   | 巨人アタック3号            | 3月18日         |
| 74   | 秘密工場爆破               | 3月25日         |
| 75   | 魔の花ポイゾニア           | 4月1日          |
| 76   | 黒い海の謎                 | 4月8日          |
| 77   | 鹿皮の密書                 | 4月15日         |
| 78   | シスカス山中の要塞         | 4月22日         |
| 79   | パナマ運河の暴動           | 4月29日         |
| 80   | 反撃メキシカン部隊         | 5月6日          |
| 81   | 替玉作戦                   | 5月13日         |
| 82   | 強敵レッド・アニマル       | 5月20日         |
| 83   | 輝かしきチャンピオン       | 5月27日         |
| 84   | 宇宙ロボット・マグナX      | 9月1日          |
| 85   | 撃滅マグナX                | 9月8日          |
| 86   | マグナX再び現わる          | 9月15日         |
| 87   | 壊滅秘密輸送基地           | 9月22日         |
| 88   | ロボット邸の怪人           | 9月29日         |
| 89   | マグナXの最期              | 10月6日         |
| 90   | クレーン・ロボット出現     | 10月13日        |
| 91   | ゲラン博士の遺言           | 10月20日        |
| 92   | 快盗ボルマンの襲撃         | 10月27日        |
| 93   | クレーン・ロボットの最期   | 11月3日         |
| 94   | 消えた豪華船               | 11月10日        |
| 95   | ロボットボス出現           | 11月17日        |
| 96   | ゴールドウルフの最期       | 11月24日        |

本放送時は第11話と第12話の間に「誕生編」が放送されている。この回は第1回〜第11回までの総集編に新作カットを加え、新年企画として放送された。DVDには特別編としてDISC3に収録。再放送以降は放映されていないため、資料によっては回数に入れない場合がある。

## 放送局
- フジテレビ（制作局）
- 札幌テレビ
- 青森放送：火曜 19:00 - 19:30（1964年9月まで） → 水曜 19:00 - 19:30（1964年10月から）[1]
- 岩手放送：土曜 18:00 - 18:30[2]
- 仙台放送：日曜 20:00 - 20:30（1964年3月まで）→ 木曜 19:00 - 19:30（1964年4月 - 1965年5月）→ 水曜 18:15 - 18:45（1965年9月 - 1966年5月）[3]
- 福島テレビ：日曜 16:40 - 17:10 (第5話まで) → 水曜 18:15 - 18:45 (第6話 - 第83話)[4]
- 新潟放送：金曜 18:00 - 18:30[5]
- 北日本放送：水曜 19:00 - 19:30[6]
- 北陸放送：金曜 18:00 - 18:30[7]
- 福井放送：水曜 18:15 - 18:45[8]
- 静岡放送
- 東海テレビ
- 関西テレビ
- 山陽放送
- 広島テレビ
- 西日本放送
- 九州朝日放送 → テレビ西日本
- 熊本放送
- 大分放送：日曜 18:00 - 18:30
- 宮崎放送
- 南日本放送

## 劇場版
『鉄人28号 ミラクル魔術団 海底基地』
第30・31話のブローアップ版。1964年7月21日、「まんが大行進」で公開された。
劇場版タイトルはTV版とは大幅に異なり、OP映像もTV版流用ではなく、本作の原画を流用し、クレジットロゴは東映動画（現：東映アニメーション）が長年使用した「手書きロゴ」を使用、テーマ曲「鉄人28号」は1番を使用（TV版は2番）、「グリコ劇場」のオープニングキャッチとテーマ曲ラストの「グリココール」は省かれた。このOPは東映ビデオから発売された「エイケンTVアニメ主題歌大全集」（LDおよびDVDのそれぞれ第1巻）のボーナストラックに収録されている。
併映は『狼少年ケン』・『少年忍者風のフジ丸』（ただし1週間で『忍者部隊月光』に交代）・『エイトマン』の3本。なお、エイケン作品の劇場公開は本作が初。

## その他
- 旧・江崎グリコとその関連会社グリコ乳業（グリコ協同乳業）の買い切り番組であったため、提供クレジットとして放送開始時およびオープニングテーマの最後に「グリコ、グリコ、グ〜リ〜コ〜」というデューク・エイセスによるコーラス（通称「グリココール」）が流れた（このコーラスまでがテーマ曲）。また、開始時の台詞の部分で、画面に「グリコ劇場」という字幕が表示された。なおこのオープニングは、後年CSで本番組が放送された際にも、江崎グリコの了承を得てこの部分ごと放送された。デューク・エイセスから西六郷児童合唱団に交代後は「グリコ、グリコ、グ〜リ〜コ〜」の部分は廃止された（提供は継続）。このコーラスは、その後、『赤白パネルマッチ』までのフジテレビ・グリコ路線で継続使用された（ただし、『ロボタン』第1作は別ヴァージョンを使用）。
- EDテーマ「正太郎マーチ」は後年、『彼氏彼女の事情』（テレビ東京）の「前回のあらすじ」のBGMとして使用された。
- 大塚署長役の富田耕生は後に『太陽の使者 鉄人28号』およびその後継番組『六神合体ゴッドマーズ』でも同じ役を演じた[注釈 7]。